# Tagarochóri
Tagarochóri är en ort i Grekland.   Den ligger i prefekturen Nomós Imathías och regionen Mellersta Makedonien, i den norra delen av landet, 300 km norr om huvudstaden Aten. Tagarochóri ligger 57 meter över havet och antalet invånare är 194.
Terrängen runt Tagarochóri är platt åt nordost, men åt sydväst är den kuperad. Runt Tagarochóri är det ganska tätbefolkat, med 129 invånare per kvadratkilometer. Närmaste större samhälle är Véroia, 4,8 km söder om Tagarochóri. Trakten runt Tagarochóri består till största delen av jordbruksmark.